# Пјетрафита (Козенца)
Пјетрафита (итал. Pietrafitta) је насеље у Италији у округу Козенца, региону Калабрија.
Према процени из 2011. у насељу је живело 1377 становника. Насеље се налази на надморској висини од 646 м.

## Становништво
Према резултатима пописа становништва 2011. у општини је живело 1.377 становника.
| 1931. | 1936. | 1951. | 1961. | 1971. | 1981. | 1991. | 2001. | 2011. |
| ----- | ----- | ----- | ----- | ----- | ----- | ----- | ----- | ----- |
| 1.762 | 1.874 | 2.066 | 1.756 | 1.483 | 1.373 | 1.460 | 1.479 | 1.377 |